# Progressione del record mondiale dei 1000 metri piani maschili

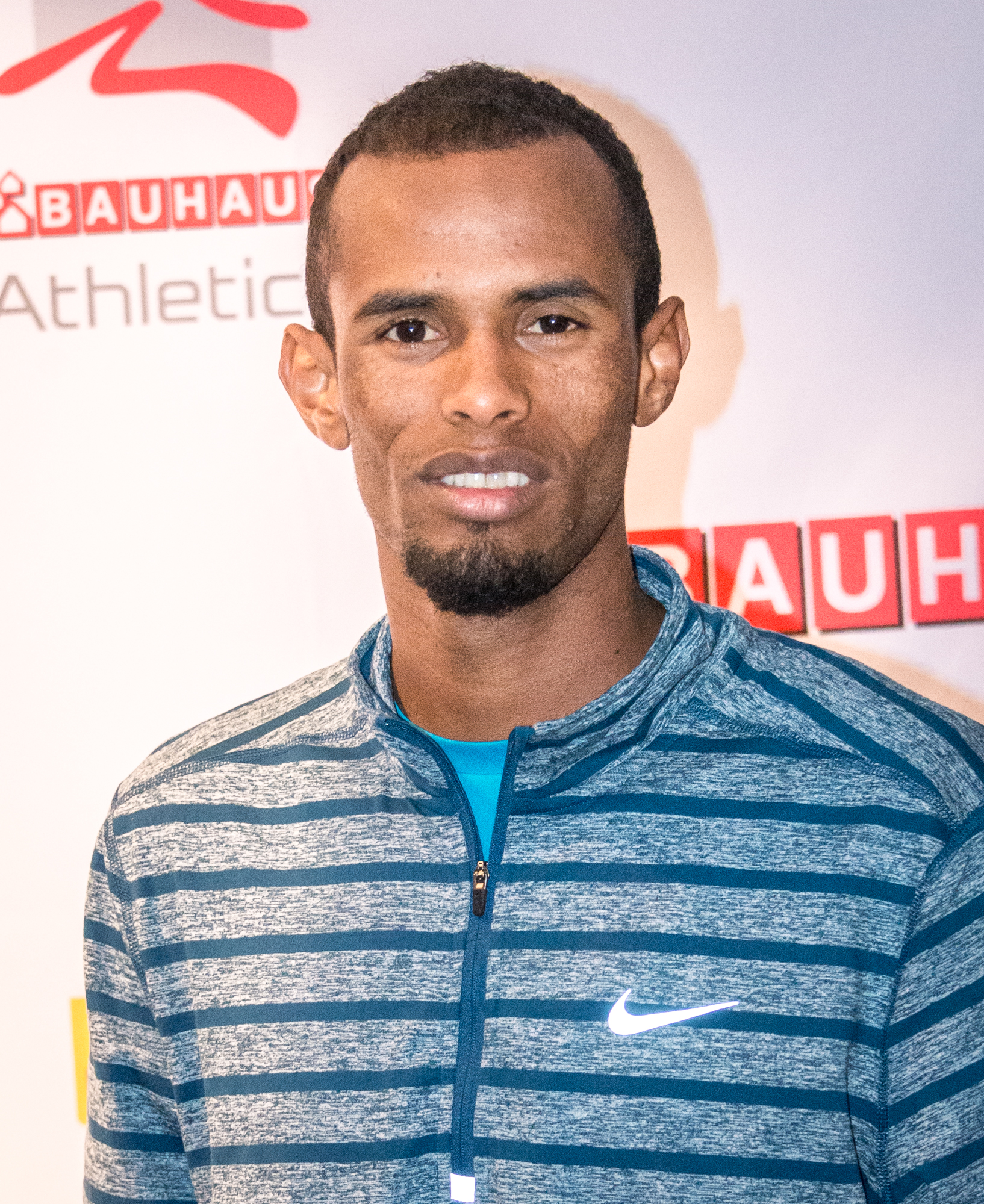
Ayanleh Souleiman, detentore del record mondiale indoor della specialità

La voce seguente illustra la progressione del record mondiale dei 1000 metri piani maschili di atletica leggera.
Il primo record mondiale maschile venne riconosciuto dalla federazione internazionale di atletica leggera nel 1913, mentre il primo record mondiale indoor risale al 1987. Ad oggi, la World Athletics ha ratificato ufficialmente 27 record mondiali assoluti e 6 record mondiali indoor di specialità.

## Progressione

### Record assoluti
| Tempo    | Atleta              | Nazione        | Luogo                          | Data              | Note |
| -------- | ------------------- | -------------- | ------------------------------ | ----------------- | ---- |
| 2'32"3 m | Georg Mickler       | Germania       | Hannover, Germania             | 22 giugno 1913    |      |
| 2'29"1 m | Anatole Bolin       | Svezia         | Stoccolma, Svezia              | 22 settembre 1918 |      |
| 2'28"6 m | Sven Lundgren       | Svezia         | Stoccolma, Svezia              | 27 settembre 1922 |      |
| 2'26"8 m | Séra Martin         | Francia        | Colombes, Francia              | 30 settembre 1926 |      |
| 2'25"8 m | Otto Peltzer        | Germania       | Colombes, Francia              | 18 settembre 1927 |      |
| 2'23"6 m | Jules Ladoumègue    | Francia        | Parigi, Francia                | 19 ottobre 1930   |      |
| 2'21"5 m | Rudolf Harbig       | Germania       | Dresda, Germania               | 24 maggio 1941    |      |
| 2'21"4 m | Rune Gustafsson     | Svezia         | Borås, Svezia                  | 4 settembre 1946  |      |
| 2'21"4 m | Marcel Hansenne     | Francia        | Göteborg, Svezia               | 27 agosto 1948    |      |
| 2'21"3 m | Olle Åberg          | Svezia         | Copenaghen, Danimarca          | 10 agosto 1952    |      |
| 2'21"2 m | Stanislav Jungwirth | Cecoslovacchia | Stará Boleslav, Cecoslovacchia | 26 ottobre 1952   |      |
| 2'20"8 m | Mal Whitfield       | Stati Uniti    | Eskilstuna, Svezia             | 16 agosto 1953    |      |
| 2'20"4 m | Audun Boysen        | Norvegia       | Oslo, Norvegia                 | 17 settembre 1953 |      |
| 2'19"5 m | Audun Boysen        | Norvegia       | Gävle, Svezia                  | 18 agosto 1954    |      |
| 2'19"0 m | Audun Boysen        | Norvegia       | Göteborg, Svezia               | 30 agosto 1955    |      |
| 2'19"0 m | István Rózsavölgyi  | Ungheria       | Tatabánya, Ungheria            | 21 settembre 1955 |      |
| 2'18"1 m | Dan Waern           | Svezia         | Turku, Finlandia               | 19 settembre 1958 |      |
| 2'17"8 m | Dan Waern           | Svezia         | Karlstad, Svezia               | 21 agosto 1959    |      |
| 2'16"7 m | Siegfried Valentin  | Germania Est   | Potsdam, Germania Est          | 19 luglio 1960    |      |
| 2'16"6 m | Peter Snell         | Nuova Zelanda  | Auckland, Nuova Zelanda        | 12 novembre 1964  |      |
| 2'16"2 m | Jürgen May          | Germania Est   | Erfurt, Germania Est           | 20 luglio 1965    |      |
| 2'16"2 m | Franz-Josef Kemper  | Germania Ovest | Hannover, Germania Ovest       | 21 settembre 1966 |      |
| 2'16"0 m | Danie Malan         | Sudafrica      | Monaco, Germania Ovest         | 24 giugno 1973    |      |
| 2'13"9 m | Rick Wohlhuter      | Stati Uniti    | Oslo, Norvegia                 | 30 luglio 1974    |      |
| 2'13"40  | Sebastian Coe       | Regno Unito    | Oslo, Norvegia                 | 1º luglio 1980    |      |
| 2'12"18  | Sebastian Coe       | Regno Unito    | Oslo, Norvegia                 | 11 luglio 1981    |      |
| 2'11"96  | Noah Ngeny          | Kenya          | Rieti, Italia                  | 5 settembre 1999  |      |

### Record indoor
| Tempo    | Atleta             | Nazione          | Luogo                   | Data             | Note |
| -------- | ------------------ | ---------------- | ----------------------- | ---------------- | ---- |
| 2'18"00  | Igor Lotaryov      | Unione Sovietica | Mosca, Unione Sovietica | 14 febbraio 1987 |      |
| 2'16"4 m | Rob Druppers       | Paesi Bassi      | L'Aia, Paesi Bassi      | 20 febbraio 1988 |      |
| 2'15"26  | Noureddine Morceli | Algeria          | Birmingham, Regno Unito | 22 febbraio 1992 |      |
| 2'15"25  | Wilson Kipketer    | Danimarca        | Stoccarda, Germania     | 6 febbraio 2000  |      |
| 2'14"96  | Wilson Kipketer    | Danimarca        | Birmingham, Regno Unito | 20 febbraio 2000 |      |
| 2'14"20  | Ayanleh Souleiman  | Gibuti           | Stoccolma, Svezia       | 17 febbraio 2016 |      |